# 冰堂涼二
冰堂 涼二，（1978年9月13日—）是日本漫画家。

並以「entheogen/婆琉覇羅」名義發表同人誌作品，其中大多為航海王或網球王子的同人作品。

## 作品
- Tempus：Quovadis 魔術士的旅途、5冊待續、原名《TEMPUS：QUOVADIS》
- 椿山的鐘聲響了！、全3冊、原名
- 撫子事務所、3冊待續、原名《ナデプロ!!（日语：ナデプロ!!）》
- 天真！絕滅戰士 !!、全3冊、原名《天然!絶滅ヒーロー!!（日语：天然!絶滅ヒーロー!!）》
- 咕嚕咕嚕小餓魔、2冊待續、原名《はらぺこバンピーノ》
- 相距只在3寸間、全1冊、原名《切っ先3寸》
- 萌蛾圖鑑MOTHPHILIA、全1冊、原名《MOTHPHILIA 氷堂涼二 蛾集》

## 外部連結
- （日語）氷堂涼二のドゥオアダイ（公式網站）